# Denise Robillard
Pour les articles homonymes, voir Robillard.
Denise Robillard (née en 1931 à Montréal) est une historienne  et une journaliste canadienne. Docteure en sciences religieuses à l'Université d'Ottawa, elle a aussi travaillé pour Radio-Canada. Après une biographie d'Émilie Gamelin et d'autres études sur des communautés religieuses, elle est connue pour son étude détaillée du cardinal Paul-Émile Léger ainsi que pour sa biographie de Joseph Charbonneau parue en 2013. Elle est membre du réseau culture et foi.

## Ouvrages publiés
- Émilie Tavernier-Gamelin, 1988
- La traversée du Saguenay : les Sœurs de Notre-Dame-du-Bon-Conseil de Chicoutimi, 1994
- Paul-Émile Léger : Évolution de sa pensée, 1950-1967 ; 1993
- Aventurières de l'ombre. De l'obéissance au discernement, les missions des sœurs de la Providence, 1962-1997 ; 1997.
- Enseigner le catéchisme, 1997.
- L'expérience de Dieu avec Catherine de Sienne, 2000
- Les merveilles de l’Oratoire : l'Oratoire Saint-Joseph du Mont-Royal, 1904-2004 ; 2004
- L'Ordre de Jacques Cartier, 1926-1965 : une société secrète pour les Canadiens français catholiques, 2009
- Monseigneur Joseph Charbonneau, bouc émissaire d'une lutte de pouvoir, 2013